# 加彭細歧鬚鱨
加彭細歧鬚鱨，為輻鰭魚綱鯰形目倒立鯰科的其中一種，為熱帶淡水魚，分布於非洲加彭奥果韦河流域，體長可達5.4公分，棲息在底中層水域，生活習性不明。